# Topeliuksenkatu
Topeliuksenkatu (suédois : Topeliusgatan) est une rue à l'ouest du centre-ville d'Helsinki en Finlande.

## Description
Longue d'environ 1,5 kilomètre, elle parcourt Taka-Töölö et Meilahti pour sa partie septentrionale. 
Elle part du virage de Runeberginkatu sur la bordure ouest de Töölöntori jusqu'à Töölön tulli où elle se termine dans Mannerheimintie. 

## Lieux et monuments
- Maison de la culture Sandels, Topeliuksenkatu 2,
- Église de Töölö, Topeliuksenkatu 4
- Bibliothèque de Töölö, Topeliuksenkatu 6
- Svenska social- och kommunalhögskola, Topeliuksenkatu 16[2]
- Hôpital de Töölö, Topeliuksenkatu 5
- École Zacharias Topelius[3]

## Rues croisées
- Runeberginkatu
- Sibeliuksenkatu
- Eino Leinon katu
- Humalistonkatu
- Nordenskiöldin aukio,
- Mikael Lybeckin katu
- Tawaststjernankatu
- Stenbäckinkatu,
- Haartmaninkatu
- Tukholmankatu
- Mannerheimintie

## Transports
Plusieurs lignes de bus empruntant la rue Topeliuksenkatu ont leur terminus au centre de Kamppi ou longent celui-ci. 
Ces lignes vont du centre-ville à Haaga, Konala et Kannelmäki.
Depuis 2017, la ligne 2 du tramway  empruntant Topeliuksenkatu va de Pasila au terminal maritime Olympia.

## Histoire
La rue porte le nom de Zacharias Topelius.

## Galerie

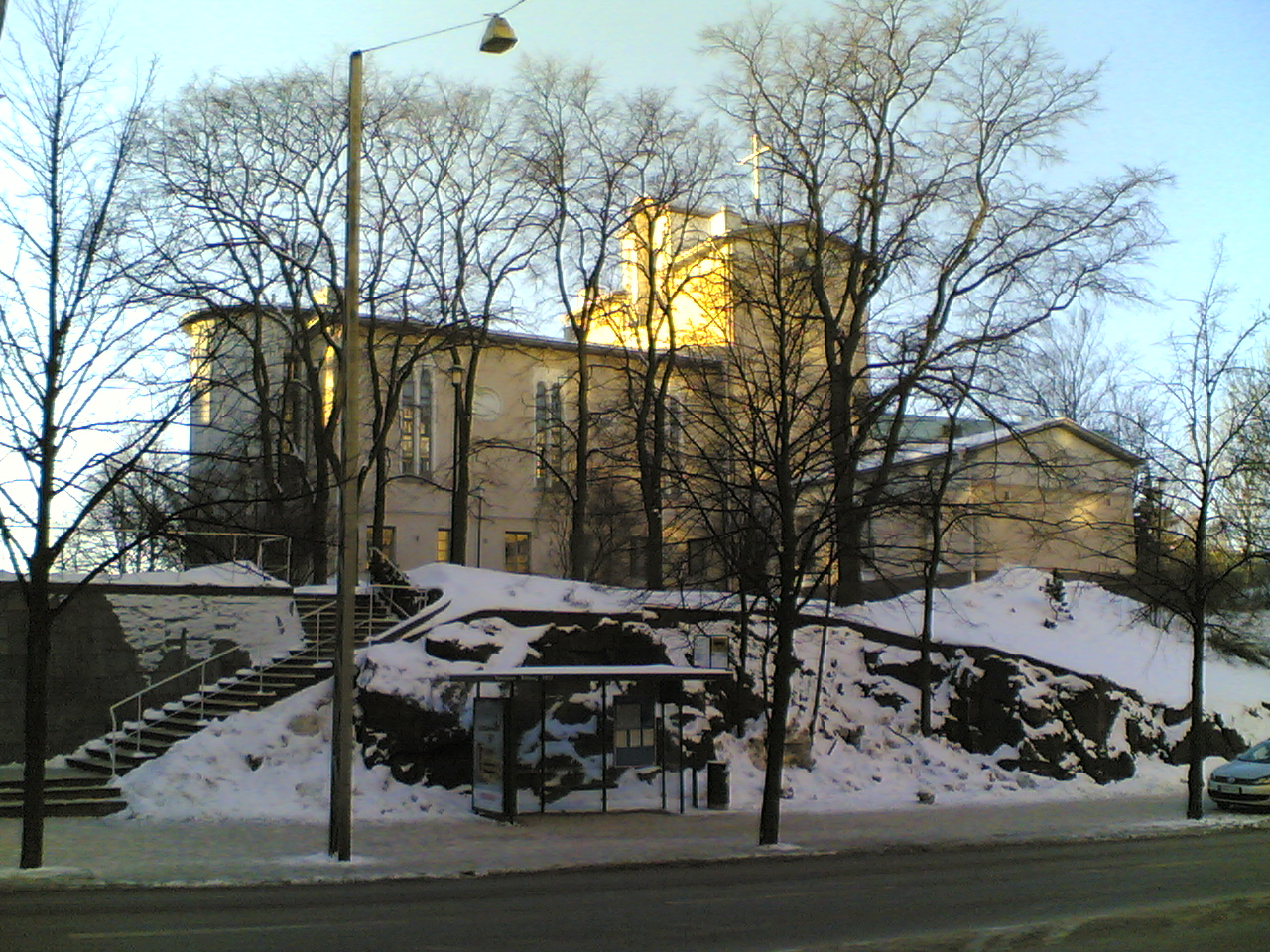
Église de Töölö.
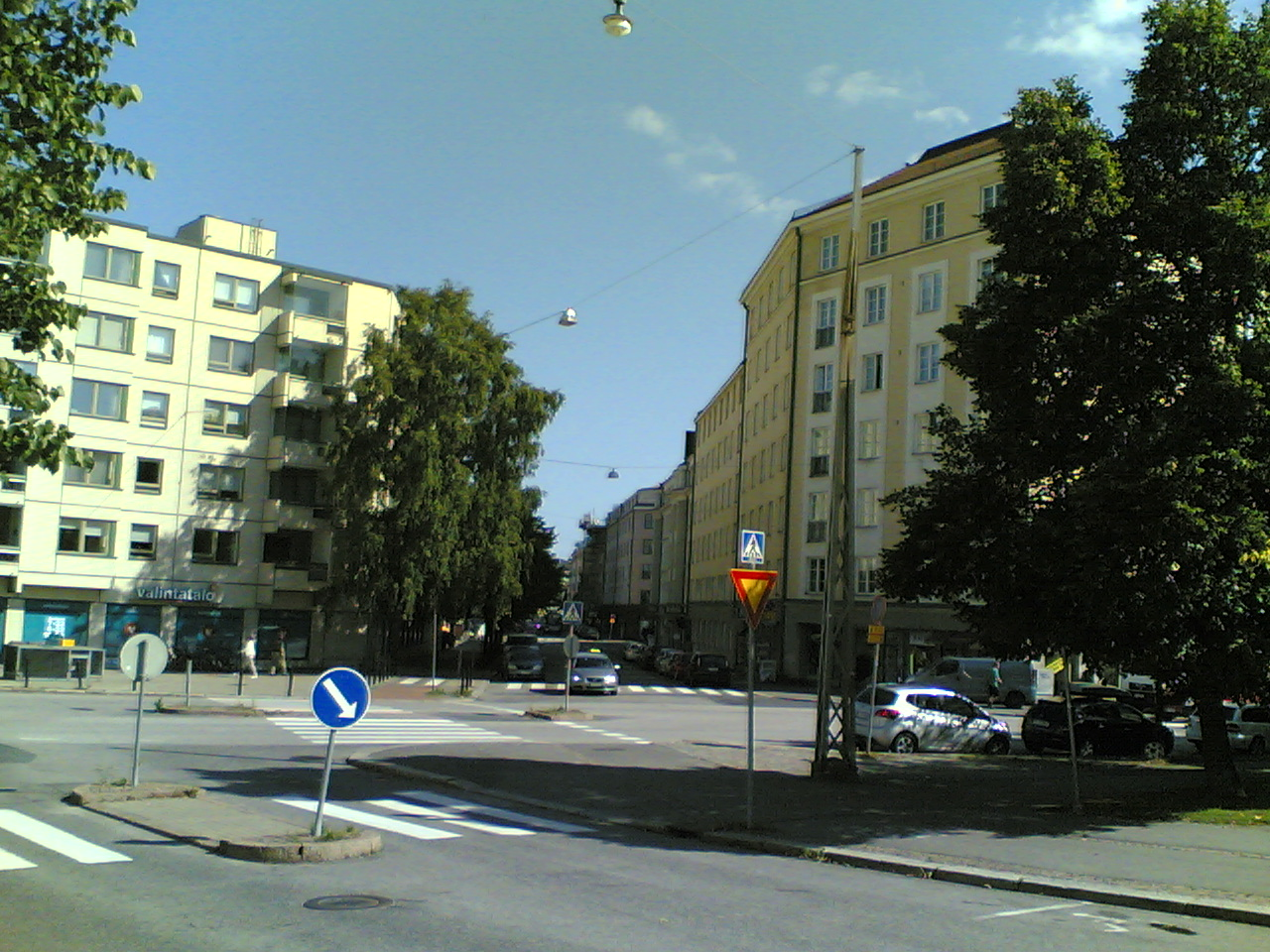
Topeliuksenkatu et Eino Leinon katu.
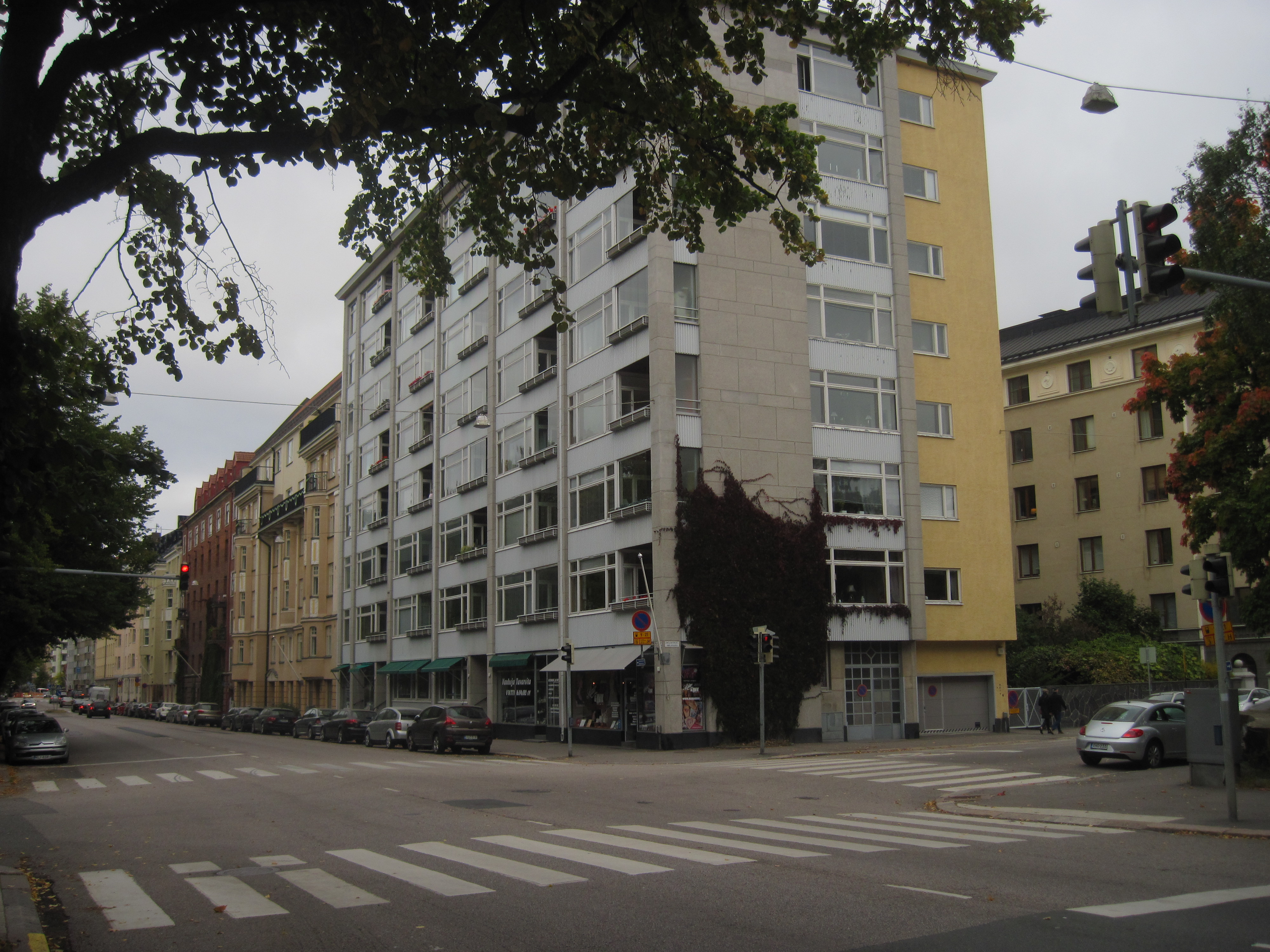
Topeliuksenkatu 7.
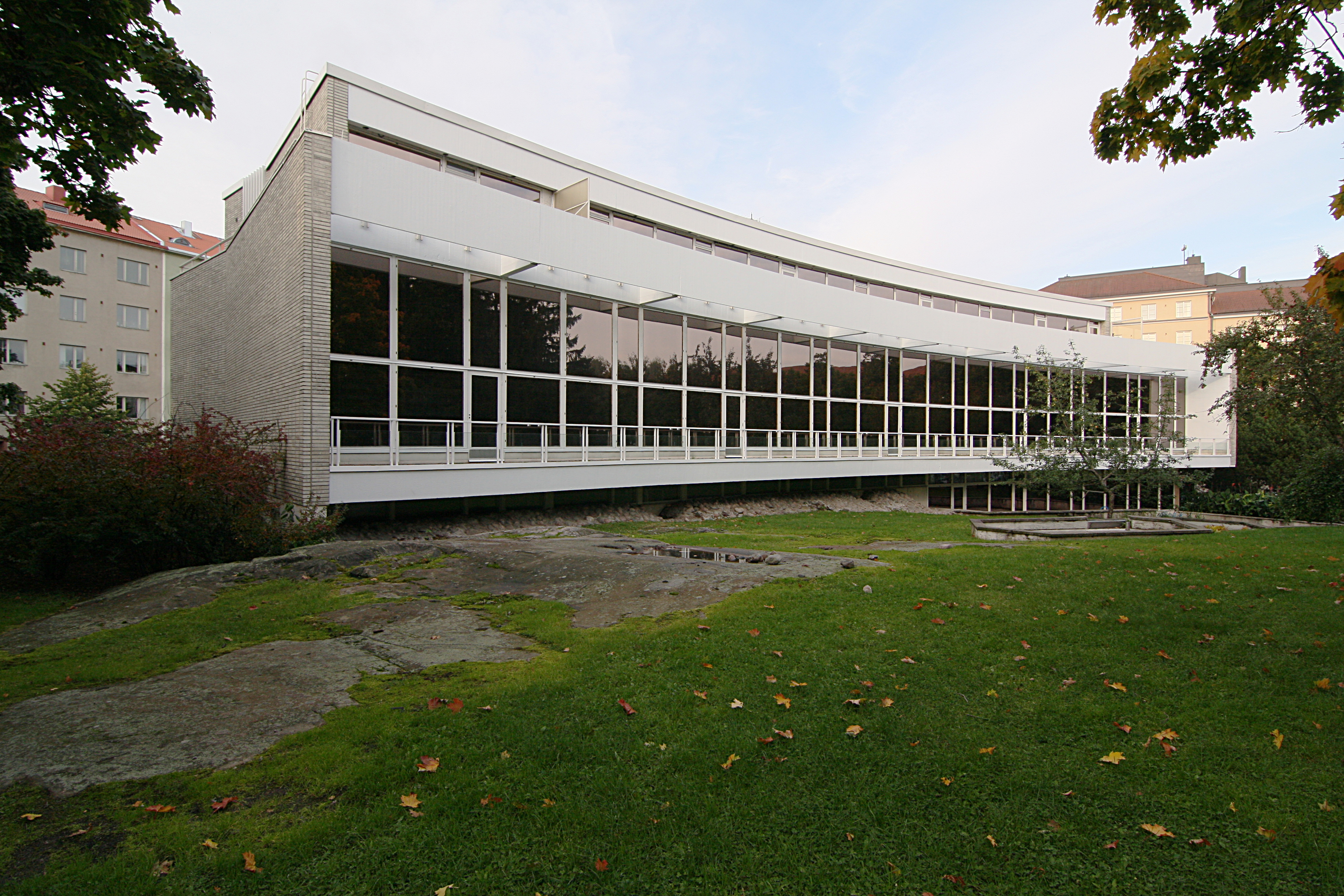
Bibliothèque de Töölö, architecte Aarne Ervi

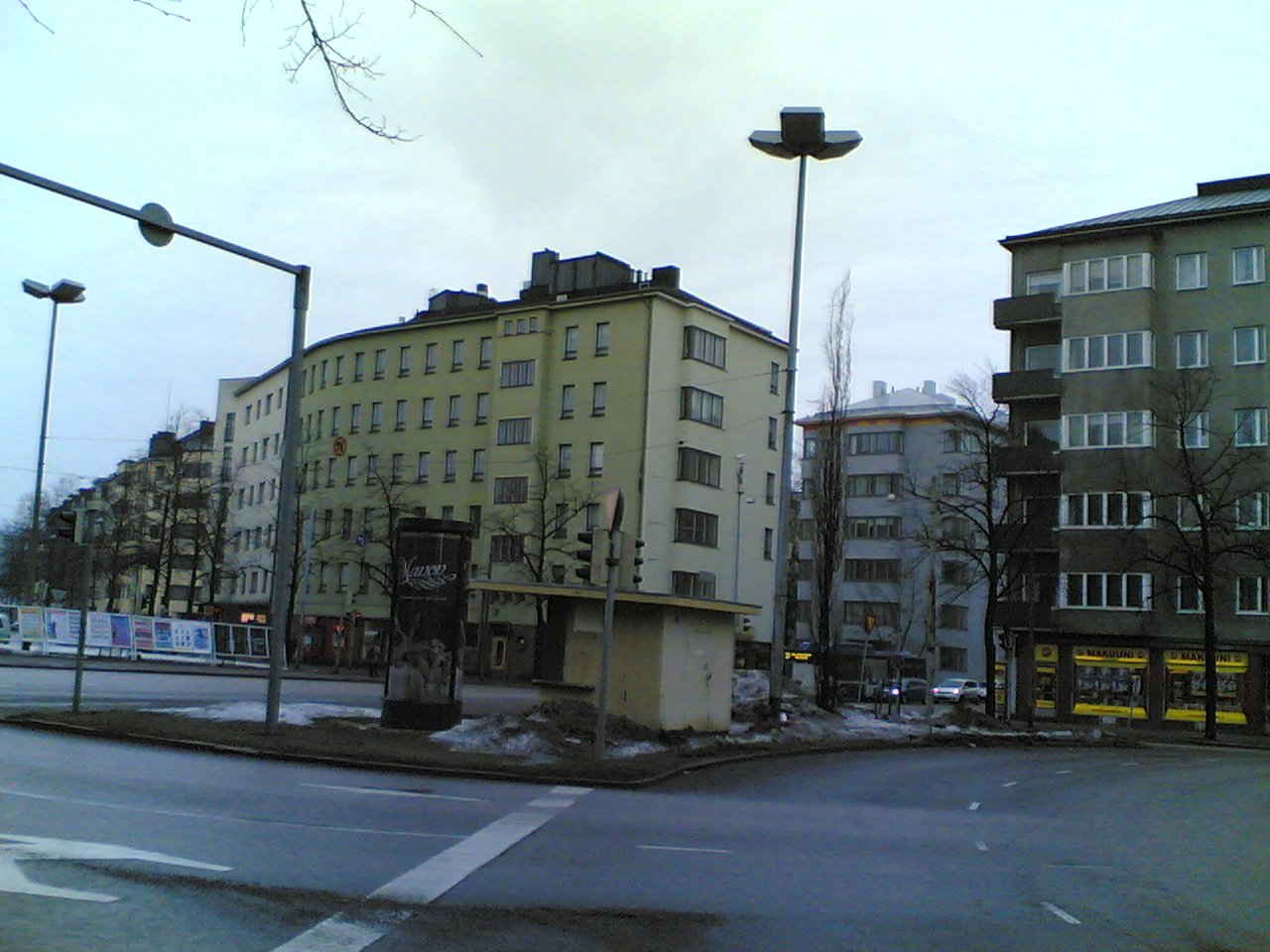
Nordenskiöldin aukio
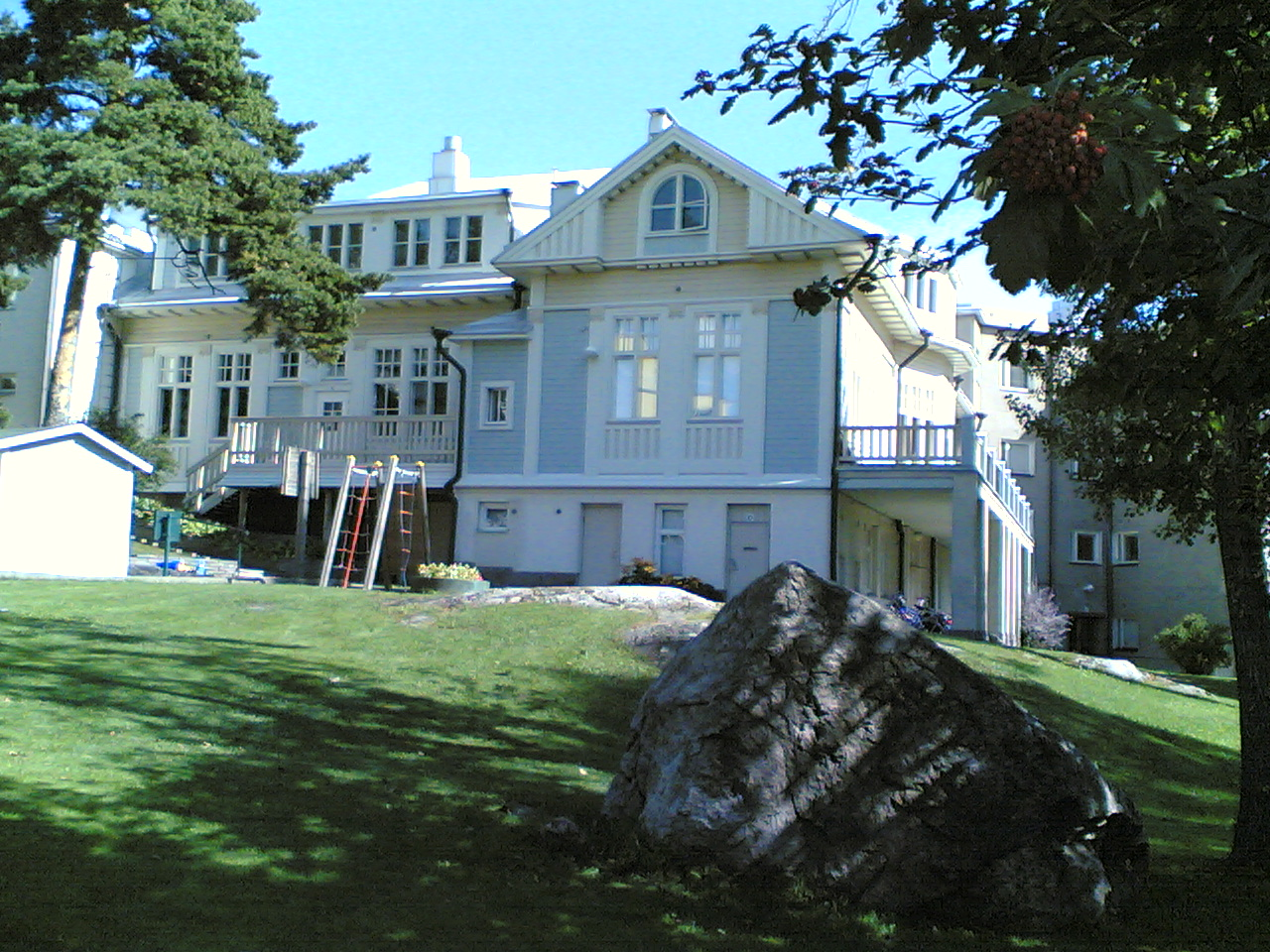
Jardin d'enfants de langue suédoise
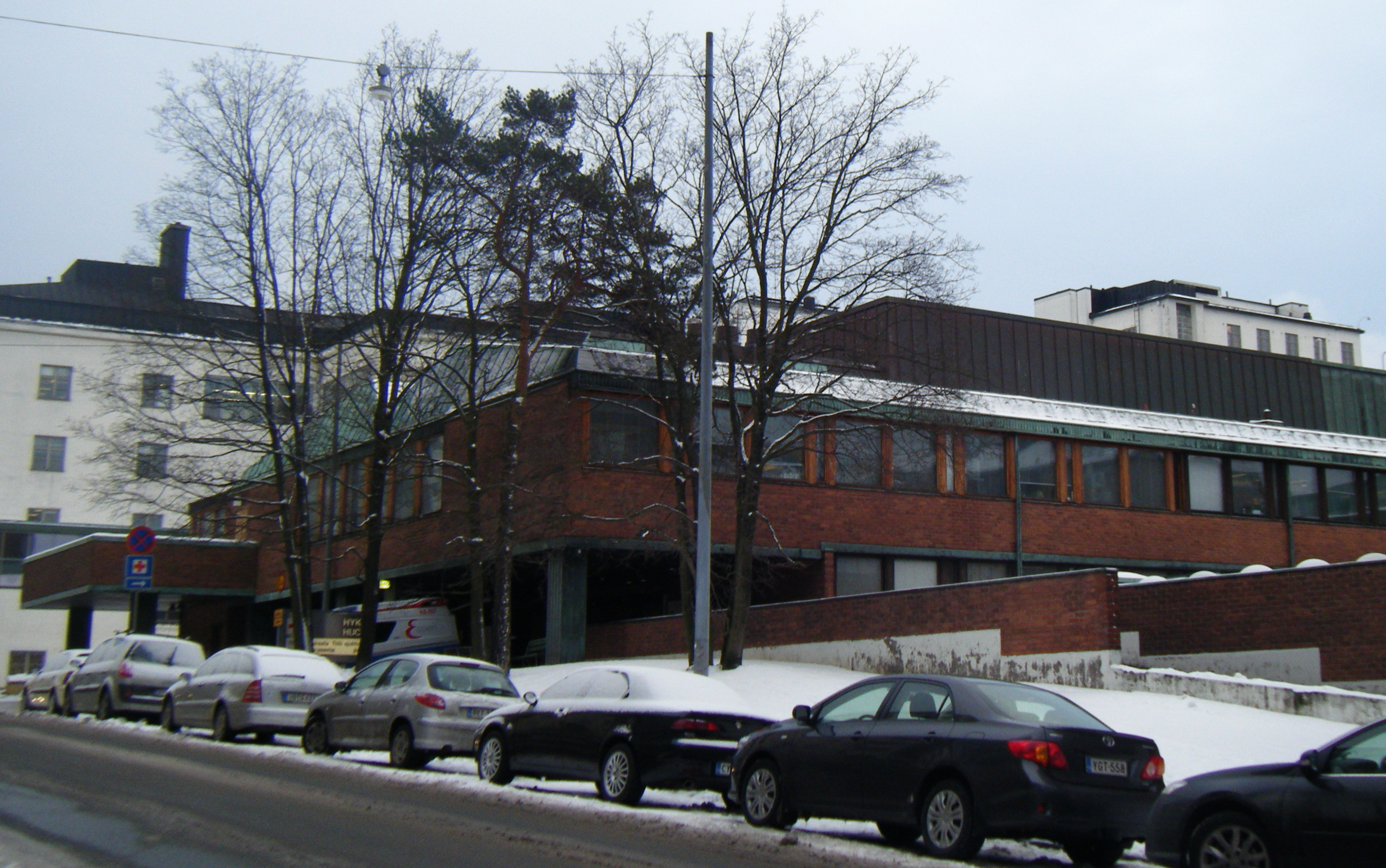
Hôpital de Töölö.
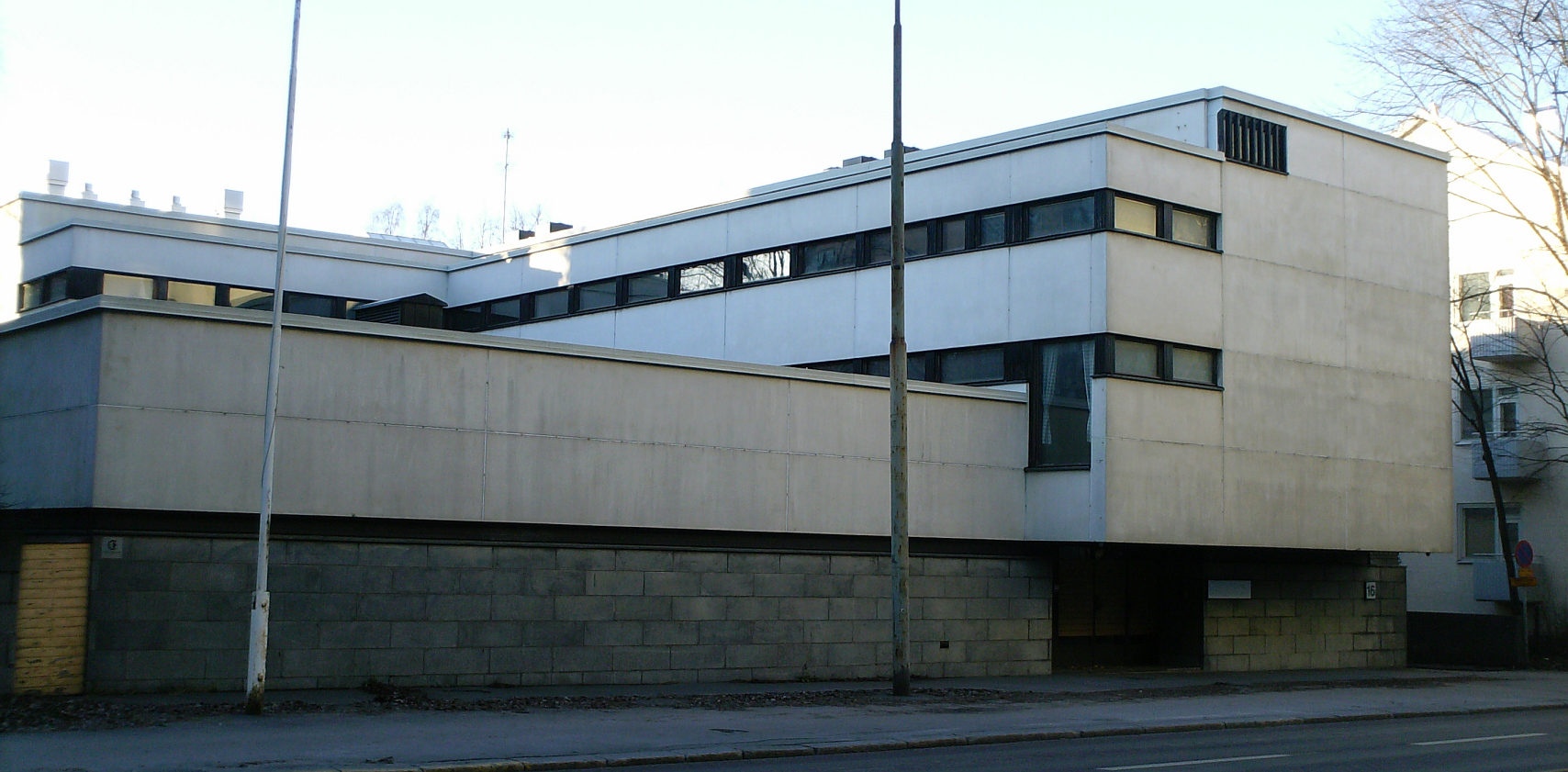
Topeliuksenkatu 16, architecte Erik Kråkström.